# Neukirch an der Thur
Neukirch an der Thur ist eine Ortschaft, die seit 1996 zur politischen Gemeinde Kradolf-Schönenberg im Bezirk Weinfelden des Schweizer Kantons Thurgau gehört. Die Munizipalgemeinde Neukirch an der Thur bestand von 1803 bis 1995 aus den ehemaligen Ortsgemeinden Buhwil, Halden, Neukirch an der Thur, Schönenberg an der Thur, Schweizersholz und bis 1816 aus Hohentannen.
Die einstige Orts- und Munizipalgemeinde fusionierte 1996 mit Buhwil, Kradolf und Schönenberg an der Thur zur neuen Gemeinde Kradolf-Schönenberg.

## Geographie
Neukirch an der Thur liegt südlich der Thur bei Sulgen und grenzt im Süden an die st.-gallische Gemeinde Niederhelfenschwil. Trotz des Namenszusatzes stösst Neukirch nicht direkt an die Thur.
Der Ort konnte seinen ländlichen Charakter trotz Neubauten erhalten. Etwa ein Drittel der Einwohner wohnen im eigentlichen Dorf. Die übrigen verteilen sich auf insgesamt 15 Weiler und Einzelhöfe.
Zur ehemaligen Ortsgemeinde Neukirch an der Thur gehörten die Weiler Anwachs, Aspenrüti, Bühl und Olmerswil.

## Geschichte
Neukirch an der Thur wurde 1291 erstmals als Eliswil erwähnt, 1296 bis zur Reformation wurde es als Sêliswille und 1520 – nach dem Bau der eigenen Kirche – als Nüwenkilchen bezeichnet. 1296 trat Johannes von Schönenberg Besitz in Neukirch an den Bischof von Konstanz ab.
Neukirch bildete zusammen mit Schönenberg, Halden, Schweizersholz, Aspenrüti, Olmerswil, Kenzenau, einer Anzahl Einzelhöfen sowie mit Kradolf vom Spätmittelalter an das Schönenberger Amt, das vom bischöflichen Obervogt in Bischofszell verwaltet wurde.
Dieser übte bis 1798 die niedere Gerichtsbarkeit im Amt Schönenberg aus. Aus der Umbildung der sogenannten Rotten im Amt Schönenberg (1705 Offnung) in Ortsgemeinden entbrannten Streite wegen der auf dem Gemeindegut liegenden Gerechtigkeiten. 1818 erfolgte die Ablösung der Gerechtigkeiten. 1815 besass Neukirch ein eigenes Schulhaus.
Das Stift Pelagi in Bischofszell besass bis 1604 die Kollatur der 1486 erstellten Filialkirche von Sulgen. 1529 wurde die Reformation eingeführt. 1555 versagte St. Pelagi jede Unterstützung des reformierten Pfarrers und führte den katholischen Gottesdienst wieder ein. 1604 wurde die Kollatur von Zürich, 1843 vom Kanton Thurgau, 1852 von der Gemeinde übernommen. Der Abt von St. Gallen unterband im 16. Jahrhundert in den benachbarten Pfarreien die reformierte Predigt. Die Reformierten aus der Umgebung besuchten darauf bis 1714 den Gottesdienst in Neukirch, jene von Niederhelfenschwil und Zuckenriet tun dies bis in die Gegenwart. Die Kirche Neukirch wurde von 1555 bis 1853 simultan genutzt.

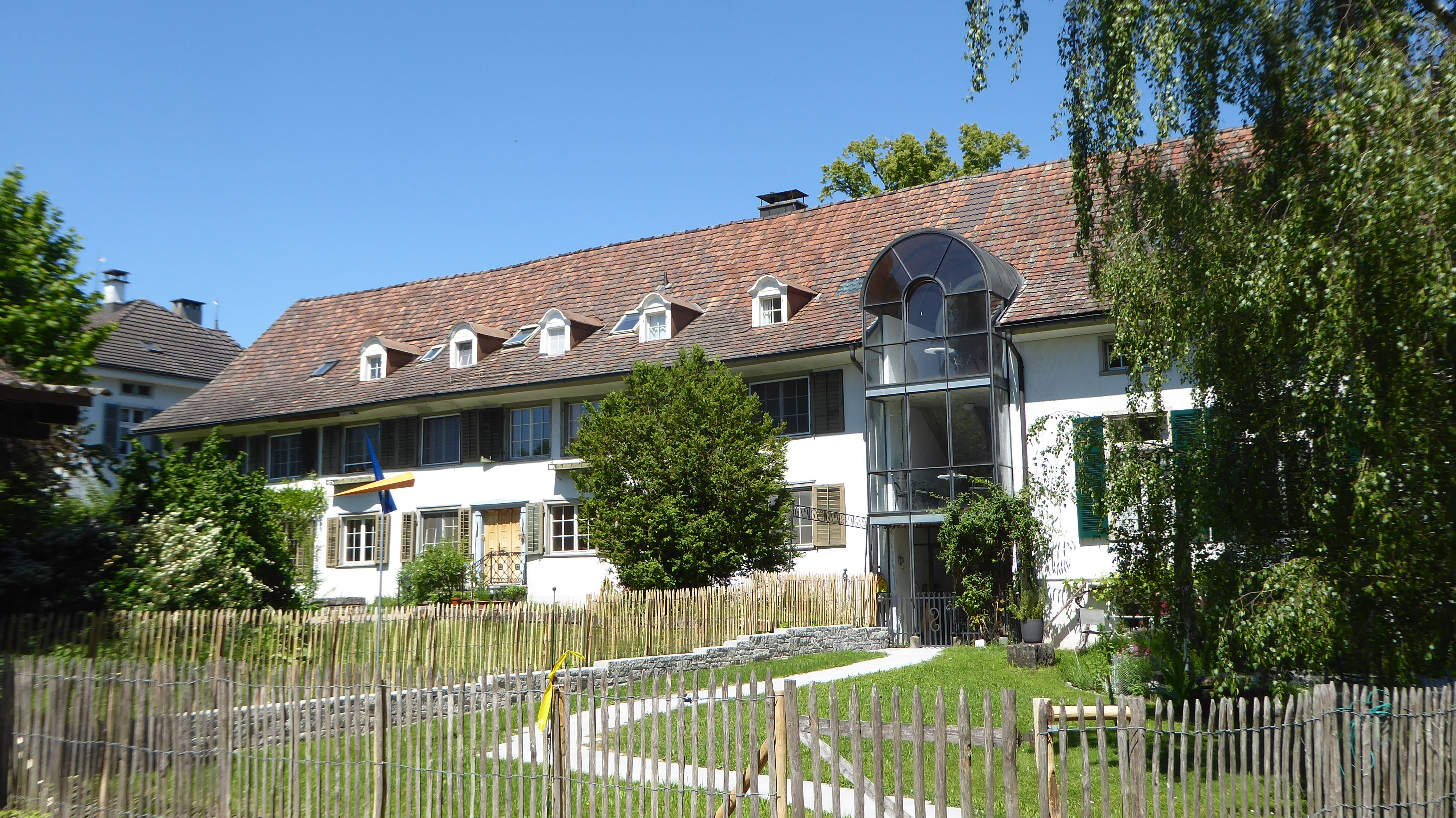
Früheres Volksbildungsheim

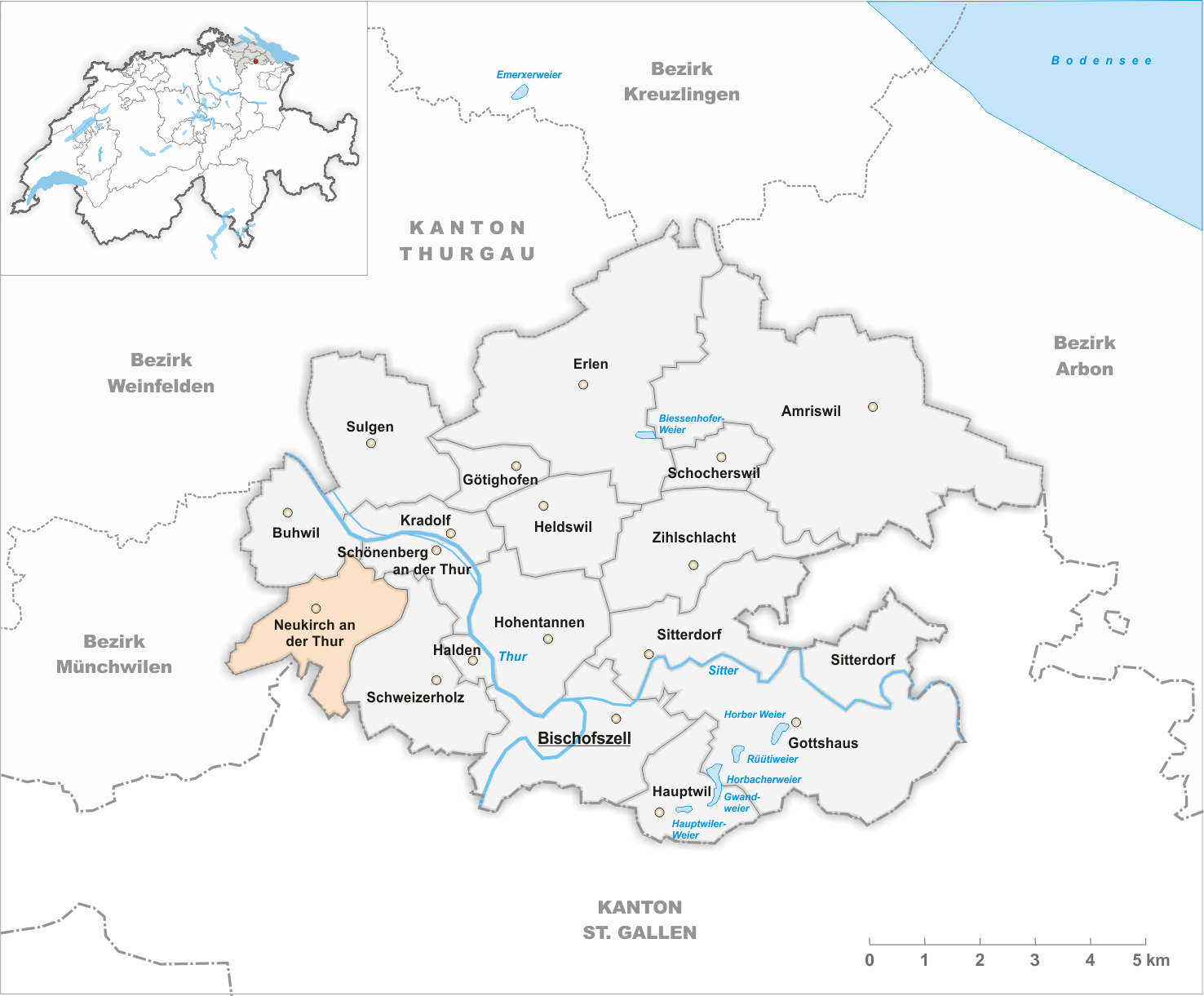
Gemeindestand vor der Fusion im Jahr 1995

Die 1416 in Neukirch erwähnte Mühle bestand bis 1916. Bis ins 19. Jahrhundert wurden Acker- und Obstbau betrieben, dann v. a. Vieh- und Milchwirtschaft. 1865 bzw. 1888 entstanden Käsereien in Olmerswil und Neukirch. Im Dorf bestand von 1891 bis 1924 eine Haushaltungsschule. 1925 gründete Didi Blumer eine hauswirtschaftliche Töchterschule mit dem Namen Volksbildungsheim Neukirch an der Thur («Heim Neukirch»), die er dreissig Jahre lang leitete. 1954 wurde der «Verein Volksbildungsheim Neukirch an der Thur» gegründet, um seine Arbeit mit Tagungen, Kursen und Ferienwochen weiterzuführen, wozu später auch die Integration von Arbeitslosen gehörte. 2007 wurden wegen mangelnder Nachfrage für klassische Erwachsenenbildung das Haus verkauft und der Verein aufgelöst.
Während des Zweiten Weltkriegs wurde der Hörmooserweiher  im Rahmen der Anbauschlacht für die Produktion von Nahrungsmitteln trockengelegt. Ende der 1990er-Jahre wurde der unterste Weiher nahe der Säge im Mühletobel wieder erstellt. Er dient seither wieder als Wasserspeicher für die restaurierte Säge.
1990 gab es in Neukirch 34 Bauernbetriebe mit 78 Beschäftigten.
Am 1. Januar 1996 vereinigten sich die bis dahin zur Munizipalgemeinde Neukirch an der Thur gehörenden Ortsgemeinden Neukirch an der Thur, Buhwil und Schönenberg an der Thur mit der von der Munizipalgemeinde Sulgen abgetrennten Ortsgemeinde Kradolf und einigen von der Ortsgemeinde Schweizersholz abgetrennten Weilern zur politischen Gemeinde Kradolf-Schönenberg.

## Bevölkerung
|                   | 1850  | 1900  | 1950  | 1990  | 2000  | 2010  | 2018     | 2023     |
| ----------------- | ----- | ----- | ----- | ----- | ----- | ----- | -------- | -------- |
| Munizipalgemeinde | 2546  | 1921  | 1879  | 1997  |       |       |          |          |
| Ortsgemeinde      | 392   | 340   | 357   | 328   |       |       |          |          |
| Ortschaft         |       |       |       |       | 116   | 120   | 459 Anm. | 482 Anm. |
| Quelle            | [ 5 ] | [ 5 ] | [ 5 ] | [ 5 ] | [ 8 ] | [ 9 ] | [ 3 ]    | [ 10 ]   |

Von den insgesamt 482 Einwohnern der Ortschaft Neukirch an der Thur am 31. Dezember 2023 waren 35 bzw. 7,3 % ausländische Staatsbürger. 203 (42,1 %) waren evangelisch-reformiert und 113 (23,4 %) römisch-katholisch.

## Sehenswürdigkeiten
Sehenswert sind die verschiedenen Riegelhäuser, das Mühletobel mit der von Wasserkraft getriebenen, restaurierten Säge, die evangelische Kirche sowie das ehemalige «Heim Neukirch».

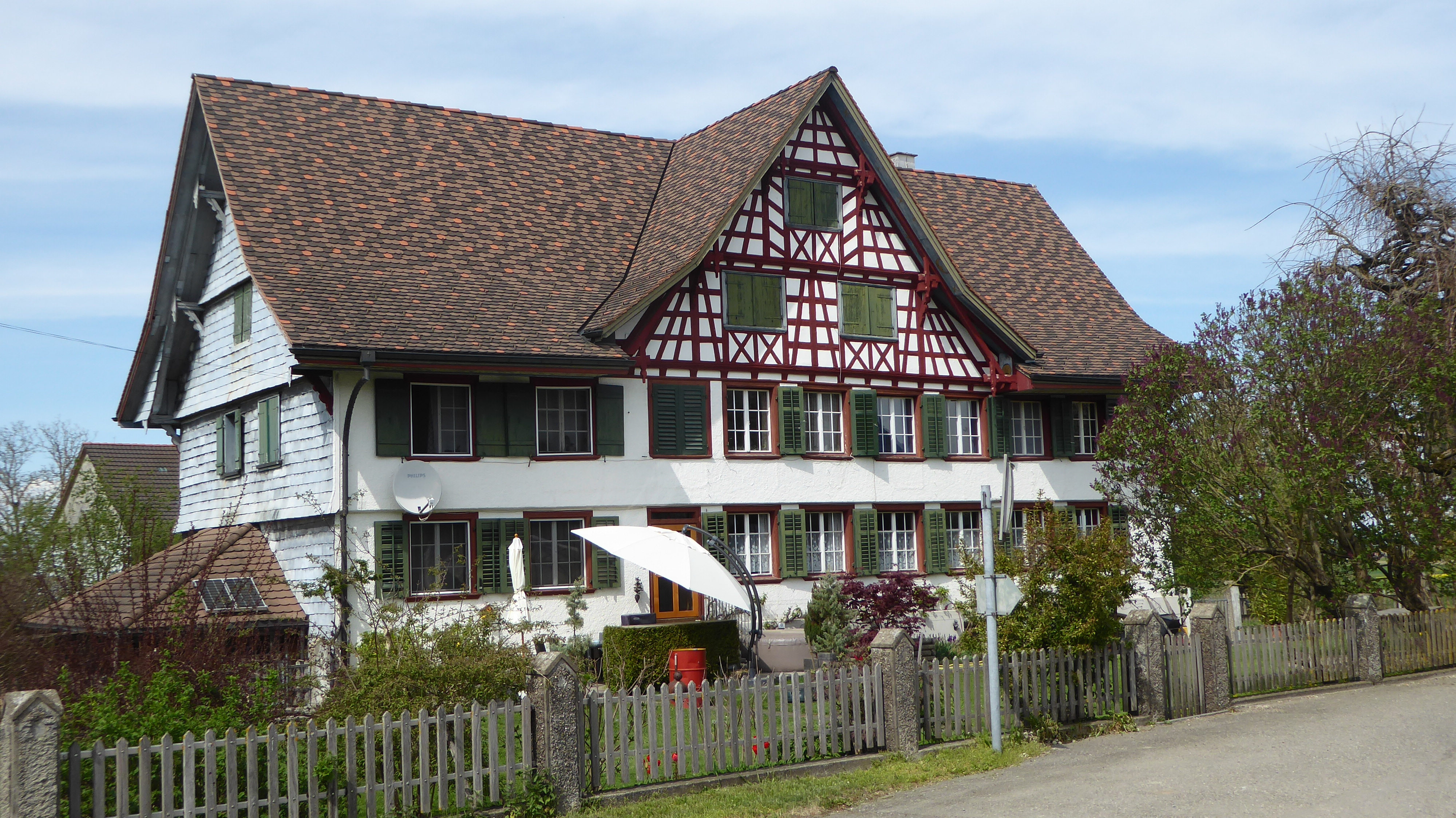
Bauernhaus Aspenrüti
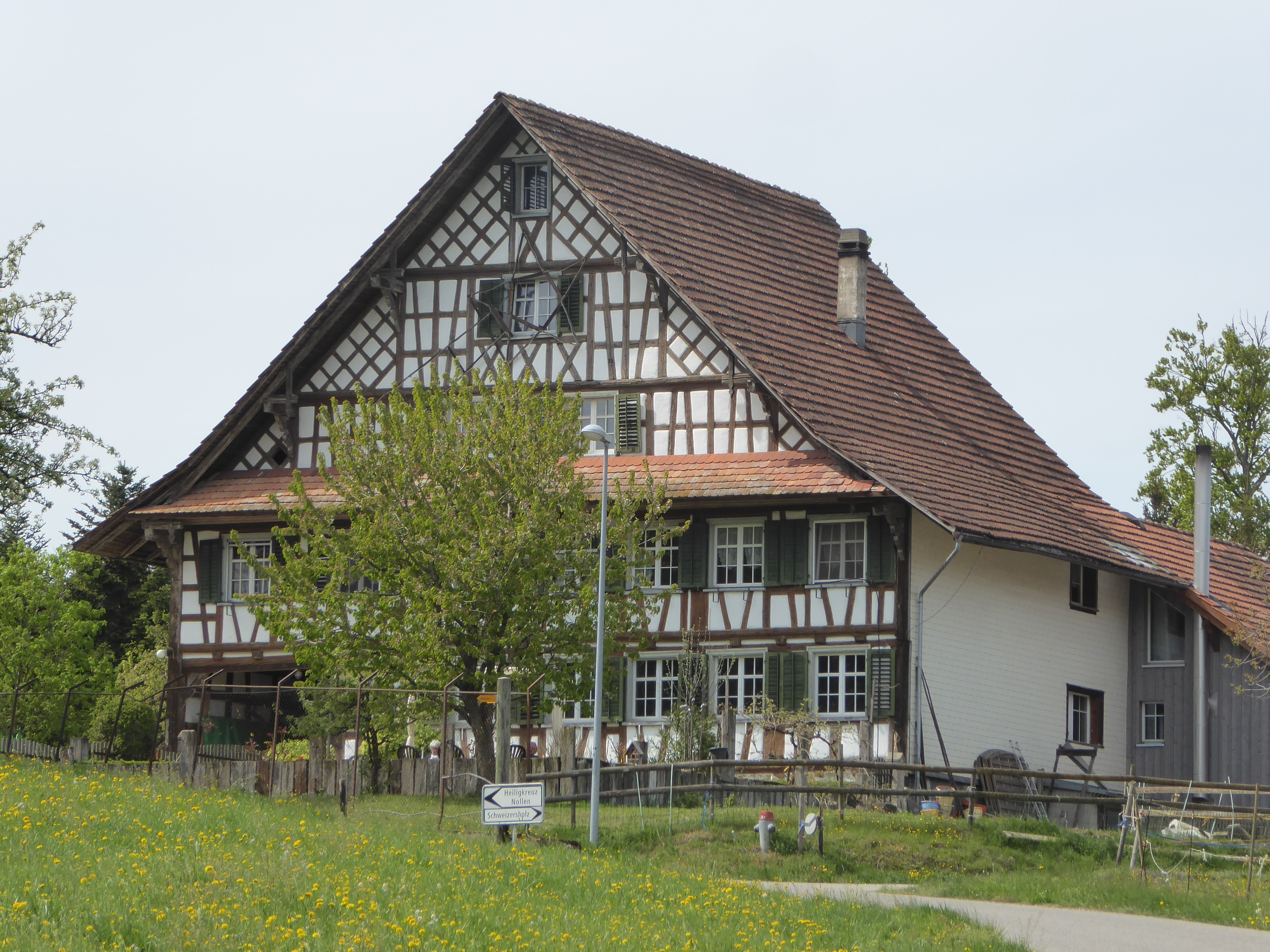
Bauernhaus Hueb
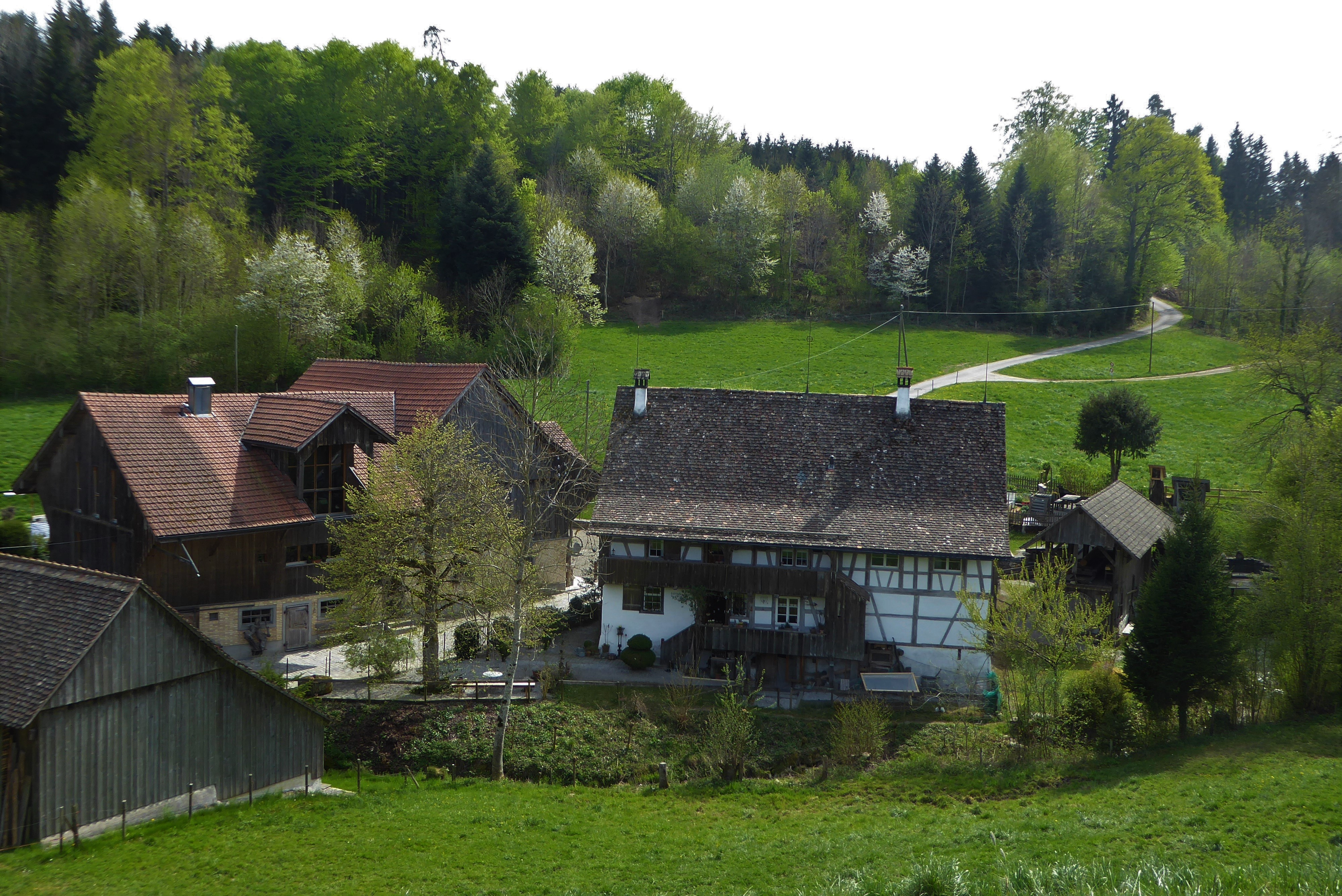
Ehemalige Mühle Mühletobel mit alter Sägerei
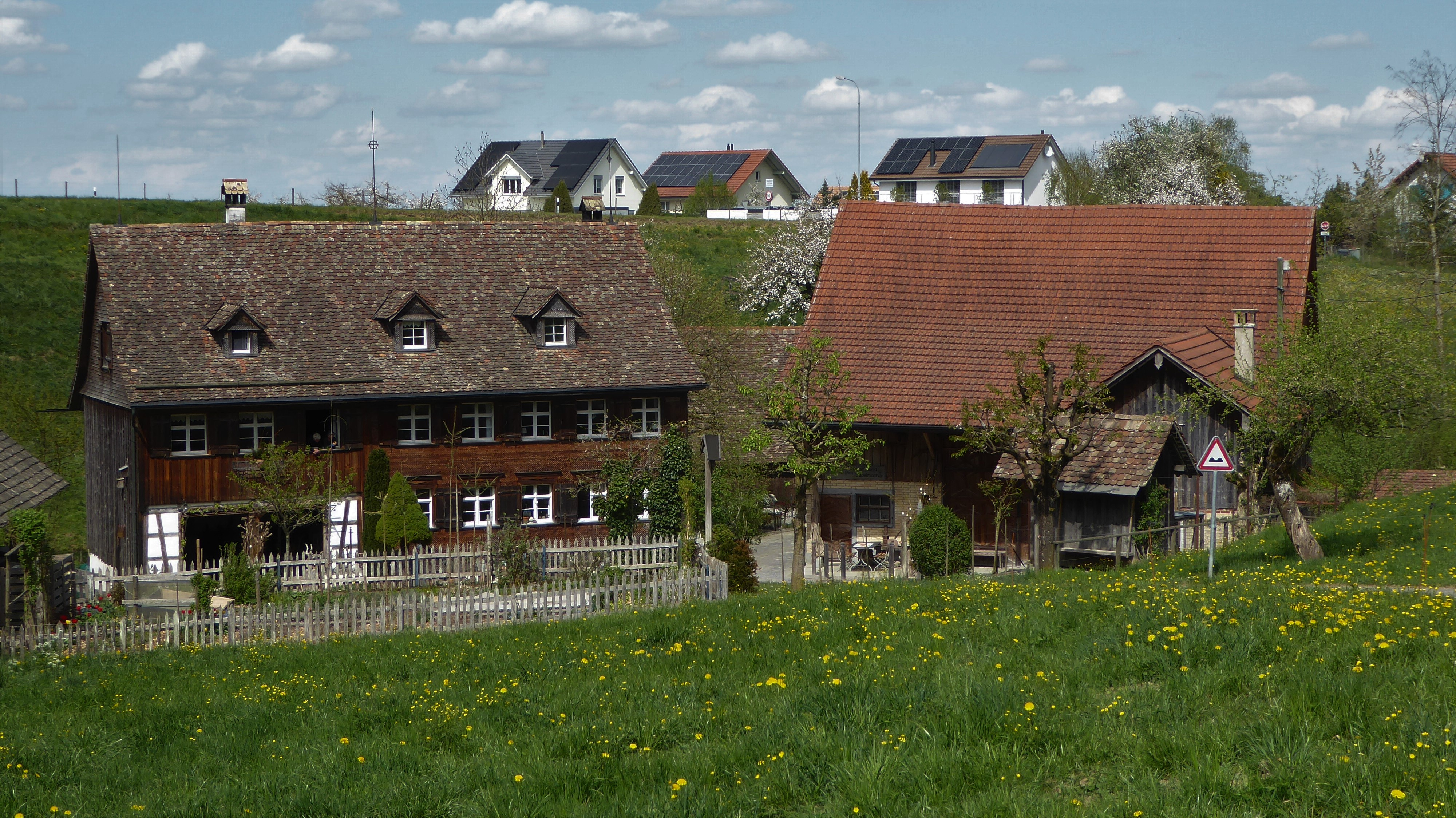
Mühle Mühletobel

## Persönlichkeiten
- Jakob Stark (* 1958), Politiker (SVP), ehem. Regierungsrat des Kantons Thurgau, seit 2019 Ständerat
- Walter Schönholzer (* 1965), Politiker (FDP), Thurgauer Regierungsrat